# Lena Schwelling

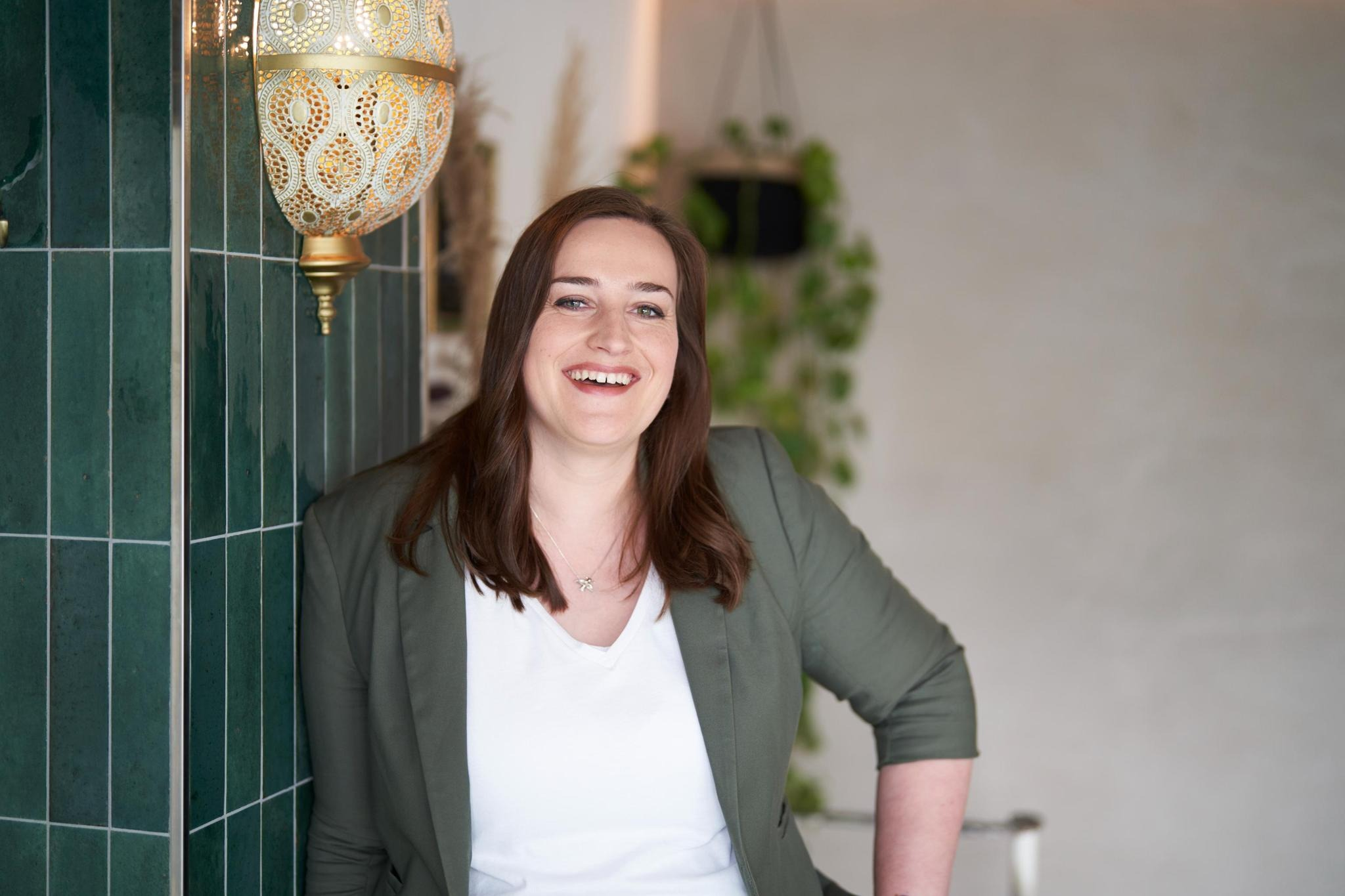
Lena Schwelling (2023)

Lena Christin Schwelling (* 1992 in Filderstadt) ist eine deutsche Politikerin (Bündnis 90/Die Grünen). Seit 2014 ist sie Ulmer Stadträtin und seit 2021 Landesvorsitzende von Bündnis 90/Die Grünen in Baden-Württemberg.

## Leben
Schwelling wuchs in Tübingen auf, wo sie an der Waldorfschule das Abitur ablegte. Anschließend studierte sie an der Universität Stuttgart Germanistik und Geschichte.
Nach ihrem Abschluss war sie einige Monate für den Kommunalverband für Jugend und Soziales Baden-Württemberg tätig und arbeitete vier Jahre für das öffentlich-rechtliche IT-Unternehmen Komm.ONE, zuletzt in der Stabsstelle für Digitalisierung in Stuttgart. Seit April 2021 leitet sie als Geschäftsführerin die Geschäftsstelle der Gemeinderatsfraktion der Grünen in Ulm. Ab 2019 studierte sie berufsbegleitend an der Hochschule für öffentliche Verwaltung und Finanzen Ludwigsburg mit dem Abschluss 2022 Master of Public Management.
Sie war von Oktober 2018 bis Herbst 2021 mit dem Grünen-Politiker Michael Joukov verheiratet.

## Politik
2008 wurde Schwelling erstmals in den Landesvorstand der Grünen Jugend Baden-Württemberg gewählt. Von 2014 bis 2015 war sie Bundesschatzmeisterin der Grünen Jugend und von 2015 bis 2019 Landessprecherin der Grünen Jugend Baden-Württemberg.
Seit 2019 gehört sie dem Landesvorstand von Bündnis 90/Die Grünen Baden-Württemberg an. Am 4. Dezember 2021 wurde sie mit 77,8 Prozent der Stimmen zur Landesvorsitzenden gewählt. Als Co-Vorsitzender wurde Pascal Haggenmüller mit 89,5 Prozent der Stimmen gewählt.
Schwelling war 2022 Mitglied der 17. Bundesversammlung.

### Kommunalpolitik
Seit der Kommunalwahl 2014 gehört sie dem Gemeinderat der Stadt Ulm an. 2019 trat sie als Spitzenkandidatin der Liste der Grünen Ulm an und wurde mit 25.706 Stimmen „Stimmenkönigin“ ihrer Partei.
Als Ulmer Stadträtin vertritt sie die Grünen-Fraktion im Hauptausschuss, dem Fachbereichsausschuss für Stadtentwicklung, Bau und Umwelt, dem Innovationsausschuss sowie in den Aufsichtsräten der Stadtwerke und des Donaubüros. Neben dem städtischen Haushalt, der Verwaltungsmodernisierung und der Finanzpolitik ist insbesondere der  Klimaschutz ihr Schwerpunktthema, ebenso das Wirken der Stadt im Rahmen der europäischen Strategie für den Donauraum (EUSDR).

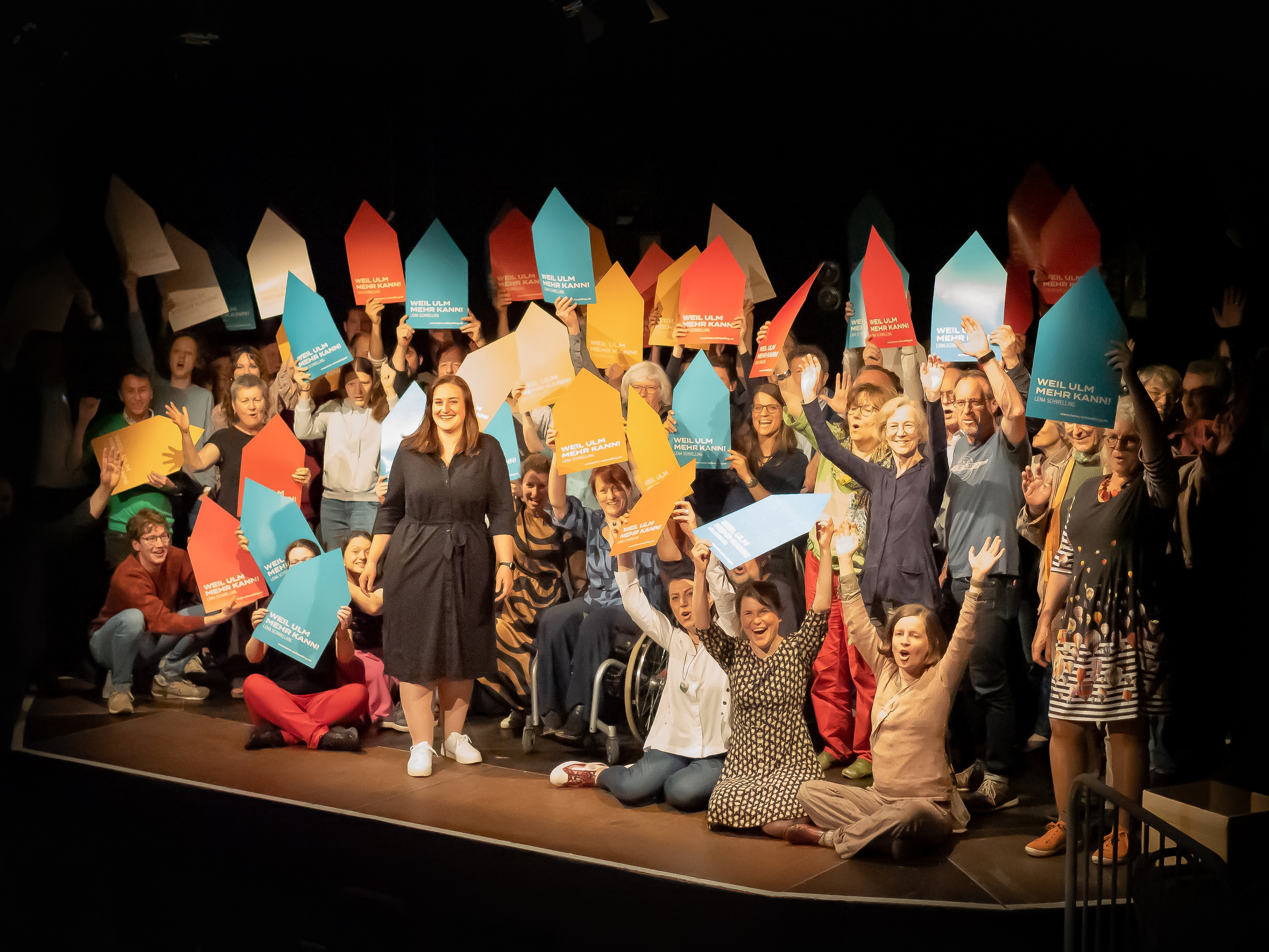
Lena Schwelling am 25. Mai 2023 bei ihrer Nominierung als Ulmer Oberbürgermeisterin-Kandidatin

2020 wurde Schwelling mit dem Helene-Weber-Preis ausgezeichnet, der vom Bundesministerium für Familie, Senioren, Frauen und Jugend jeweils an 15 Nachwuchspolitikerinnen vergeben wird.
Seit April 2023 wird Schwelling von der gemeinwohlorientierten, überparteilichen non-profit Organisation JoinPolitcs gefördert, die politische Talente in Deutschland bei der Umsetzung ihrer Ideen unterstützt. Im Rahmen der Förderung initiierte Schwelling in Ulm mit Blick auf die Oberbürgermeisterwahl im Dezember 2023 und die Kommunalwahlen 2024 die stadtgesellschaftliche Bewegung „mit:wirkung“ für aktives politisches Engagement auf kommunaler Ebene.
Sie kandidierte erfolglos bei der Oberbürgermeisterwahl in Ulm im Dezember 2023. Ihre Schwerpunktthemen waren dabei Energiesicherheit für Unternehmen und Privathaushalte, eine bürgernahe Verwaltung und gesellschaftlicher Zusammenhalt. Auch plädierte sie dafür, dass in der Ulmer Stadtpolitik Entscheidungen mutiger und entschlossener getroffen und tatkräftiger umgesetzt werden sollen. Nur so könne garantiert werden, dass das gute Leben in Ulm auch in Zukunft möglich ist. Als Beispiele dafür nannte sie die Themen Klimaschutz- und Klimaanpassungsmaßnahmen, Digitalisierung und den Ausbau der Erneuerbaren Energien.

### Kontroverse um Homöopathie
Im August 2022 beklagte Schwelling einen „Kreuzzug gegen Homöopathie“. Sie verteidigte in diesem Zusammenhang den baden-württembergischen Gesundheitsminister Manfred Lucha, der sich gegen eine Streichung der Homöopathie aus der Weiterbildungsordnung der Ärzteschaft ausgesprochen hatte. Der grüne Gesundheitsminister „glaube“ nach eigenen Angaben an die Wirkung der Homöopathie. Ihre Parteikollegin Paula Piechotta kritisierte daraufhin Schwelling: diese habe keinen Respekt vor der Selbstverwaltung der Ärzteschaft, vor der Wissenschaft sowie vor Parteitagsbeschlüssen. Die Grünen-Bundesvorsitzende Ricarda Lang verwies in diesem Kontext auf einen Parteitagsbeschluss aus dem Jahr 2020, wonach lediglich Leistungen von den Krankenkassen übernommen werden sollten, „die medizinisch sinnvoll und gerechtfertigt sind und deren Wirksamkeit wissenschaftlich erwiesen ist.“